# 日本鉄道マーケティング
合同会社 日本鉄道マーケティング（英: Japana Railway Marketing LLC.）は、東京都武蔵野市に本社を置く独立法人であり、地方鉄道再生支援事業、国際物流改革の研究を展開する企業である。

## 概要
IT業界(CSK (企業)・ロータス (ソフトウェア)・コグノス・SAS Institute)において25年間に渡る営業・マーケティングの経験を持つ山田和昭が2013年に設立した。地方鉄道は資金・人材が限られ、単独での再建は困難なため、これを支援している。公共交通の活用によるまちづくり・地域活性化・問題解決、現地調査に基づく提案と推進、理解されづらい公共交通の外部経済を 講演や広報を通じ沿線市民に向けわかりやすく伝える情報発信、無関心な市民に対し鉄道の外部経済を実感させるインパクトのあるイベント等
を通じ、公共交通存続・活用に向けた共通認識の醸成と合意形成、安全や効率の向上に向けたオペレーションの改善を得意とする。
2024年4月の業務再開以後、国際コンテナ物流分野における装置産業化・Sea & Rail(海陸一貫輸送)、インターモーダル輸送分野での 研究や発信を進める。

## 歴史

### 創業までの動き
創業者の山田は、2011年3月の東日本大震災にて、岩手県の第三セクター鉄道 三陸鉄道が震災復興列車を走らせ、被災者の心に希望を灯したことを見て、地域にとってかけがえのない鉄道の危機を救おうと決意。
2012年山田は公共交通関連の勉強会等に積極的に参加し、人脈を築く。秋田県のローカル鉄道由利高原鉄道のITアドバイザーに就任し、同鉄道のパブリック・リレーションズ、ネットマーケティング、商品企画、応援団設立等を通じて業績改善に貢献した。
由利高原鉄道での実績

### 創業
2013年ローカル鉄道を対象に事業戦略・マーケティング・実施支援のサービスを行う日本鉄道マーケティングを設立。全国の地方鉄道に鈴入りのダイレクト・メールを送付し、提案営業の行脚をしつつ、各社との関係を結び、由利高原鉄道、山形鉄道、熊本電気鉄道等を顧客とした。
2014年6月、鳥取県を走る若桜鉄道が社長を公募し、9月に山田が就役したため、日本鉄道マーケティングは事業を休止した。

### 事業休止中の実績
- 「若桜鉄道での実績」[10]
  - 若桜鉄道関連の報道[11]
  - SL走行社会実験の報道[12]
  - 『希望のレール 』（祥伝社、2016年）ISBN 4396615760
  - 書籍希望のレールの報道[13]
  - 隼ラッピング並走パレードの報道[14]
- 「津エアポートラインでの実績」[15]
  - 津エアポートライン関連の報道[16]
- 「近江鉄道での実績 」[17]
  - 近江鉄道関連の報道[18]

### 事業再開後
- 2024年
  - 4月 日本鉄道マーケティング事業再開[19][20]
  - 5月 乗りものニュース[21]記事執筆開始
  - 7月 インタビュー記事 元3セク社長が指摘｢赤字ローカル鉄道の処方箋｣｢日本鉄道マーケティング｣の山田氏に聞く[22]
  - 8月
    - マーケティング推進プログラム[23]を高速バスマーケティング研究所と発表。以下4プロジェクトを支援開始。
    - 公共交通マーケティング研究会 (代表幹事 名古屋大学 加藤博和教授)
    - 地域交通リ・デザイン (主導 福島大学 吉田樹教授)
    - 人と環境にやさしい交通まちづくりプラットフォーム滋賀(代表 関西大学 宇都宮浄人教授)
    - Rail-DiMeC（鉄道の災害医療への活用）研究会(主催 早稲田大学 梅津光生名誉教授)[24] [25]

  - 9月
    - 羽越本線高速化シンポジウム 基調講演[26]
    - 「湖国と文化」第189号 特集 「道の国」の鉄道とまちづくりに寄稿[27]

  - 10月  JRM News Letter 発行開始
  - 12月
    - 第24回 貨物鉄道論文賞 最優秀賞を受賞[28](共同執筆)
    - 日本物流学会 中部部会 講演[29][30]
- 2025年
  - 2月 「近江鉄道のあゆみと事業再構築」地域交通を考える第１６号に論考掲載
  - 3月 日本民営鉄道協会 第156回地方交通委員会にて講演
  - 4月 鉄道貨物論文賞を元に、コンテナ革命(コンテナリゼーション)やコンテスタビリティ理論などを解説した記事３本[31][32][33]を発表
  - 5月
    - 中部経済新聞 中経論壇[34] 執筆開始
    - 5月4日-10日 Rail-DiMeC（鉄道の災害医療への活用）研究会 大阪万博出展[35]

## 地方鉄道再生事業の特徴
- 地域インフラとして、地域の活性化に鉄道を活かす視点でアプローチする。地方鉄道の単独収支改善だけでなく、地域の活性化を含めて考察する。
- 現地ヒアリング調査により、地域課題や地域の想いを踏まえた上で企画提案・実施する。
- 最も難しい実装・実施段階を伴走支援する。
- 再生へ向かえる道筋を作ることを主眼とし、道筋が見えた後の予算・計画策定は主眼としない。
- 講演やメディア露出の強化により、沿線住民への情報伝達と共通認識を強化する。

## インターモーダル輸送研究の特徴
- 経済学の観点から、現状に囚われすぎないインフラや規制のあり方を検討する
- 労働生産性の向上による労働力不足の解消を図る